# Uniwersytet w Jyväskylä
Uniwersytet w Jyväskylä (fiń. Jyväskylän yliopisto) – fińska uczelnia publiczna znajdująca się w mieście Jyväskylä. Powstała w 1863 r., a status uniwersytetu uzyskała w 1934 r.
W placówce kształci się 15 tys. studentów i zatrudnionych jest 2600 pracowników.
Wydziały uniwersytetu zgrupowane są w trzech kampusach: głównym w centrum miasta oraz Mattilanniemi i Ylistönrinne (po przeciwnych stronach jeziora Jyväsjärvi). Dwa ostatnie kampusy znajdują się około 10 minut drogi od kampusu głównego i połączone są mostem.

## Jednostki organizacyjne
Uczelnia dzieli się na siedem wydziałów:
- Wydział Nauk Humanistycznych
- Wydział Technik Informacyjnych
- Wydział Edukacji
- Wydział Sportu i Nauk o Zdrowiu
- Wydział Matematyki i Nauk Ścisłych
- Wydział Nauk Społecznych
- Szkoła Biznesu i Ekonomii.

Przy uniwersytecie działa także instytut Agora Center.

## Galeria

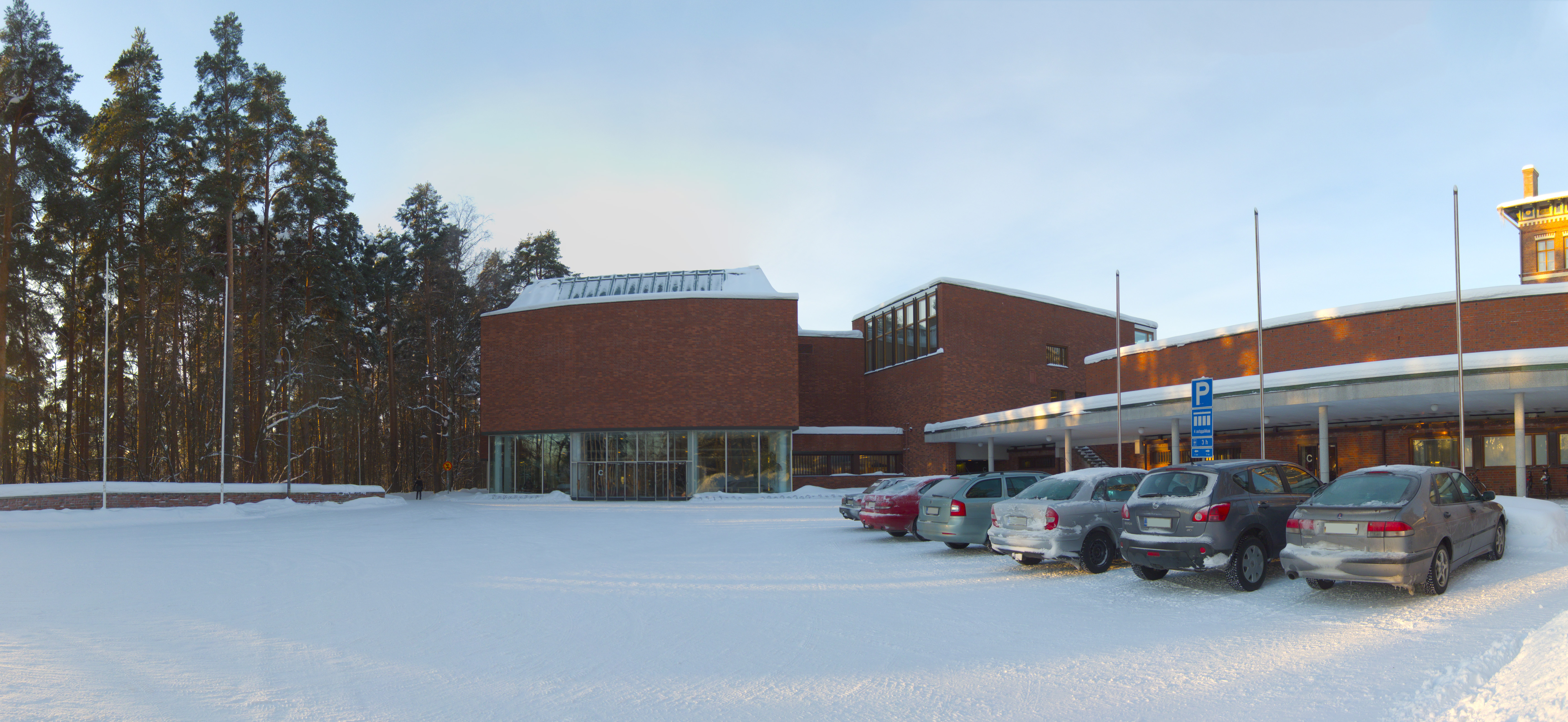
Główny budynek
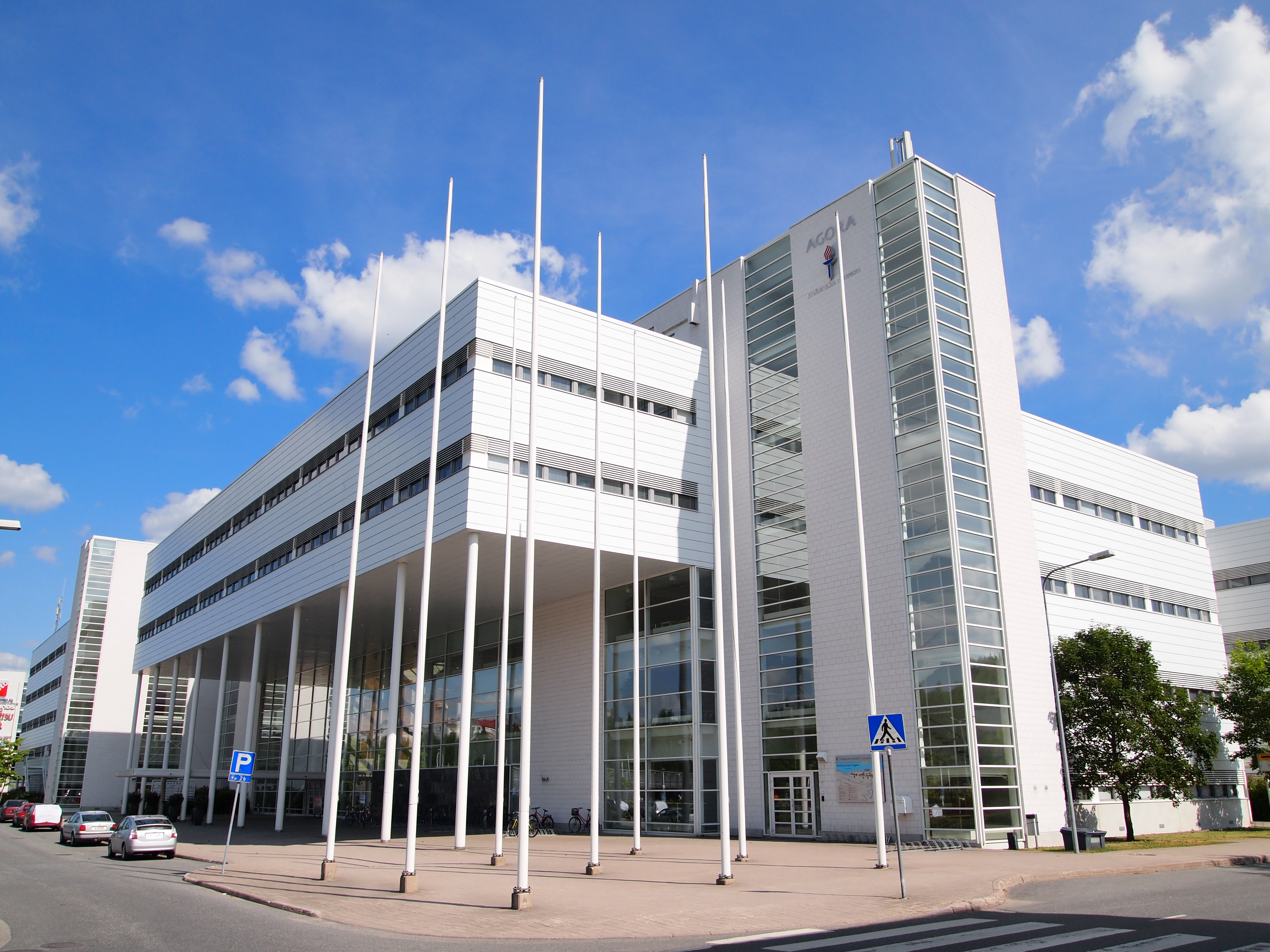
Budynek Agora Center w kampusie Mattilanniemi
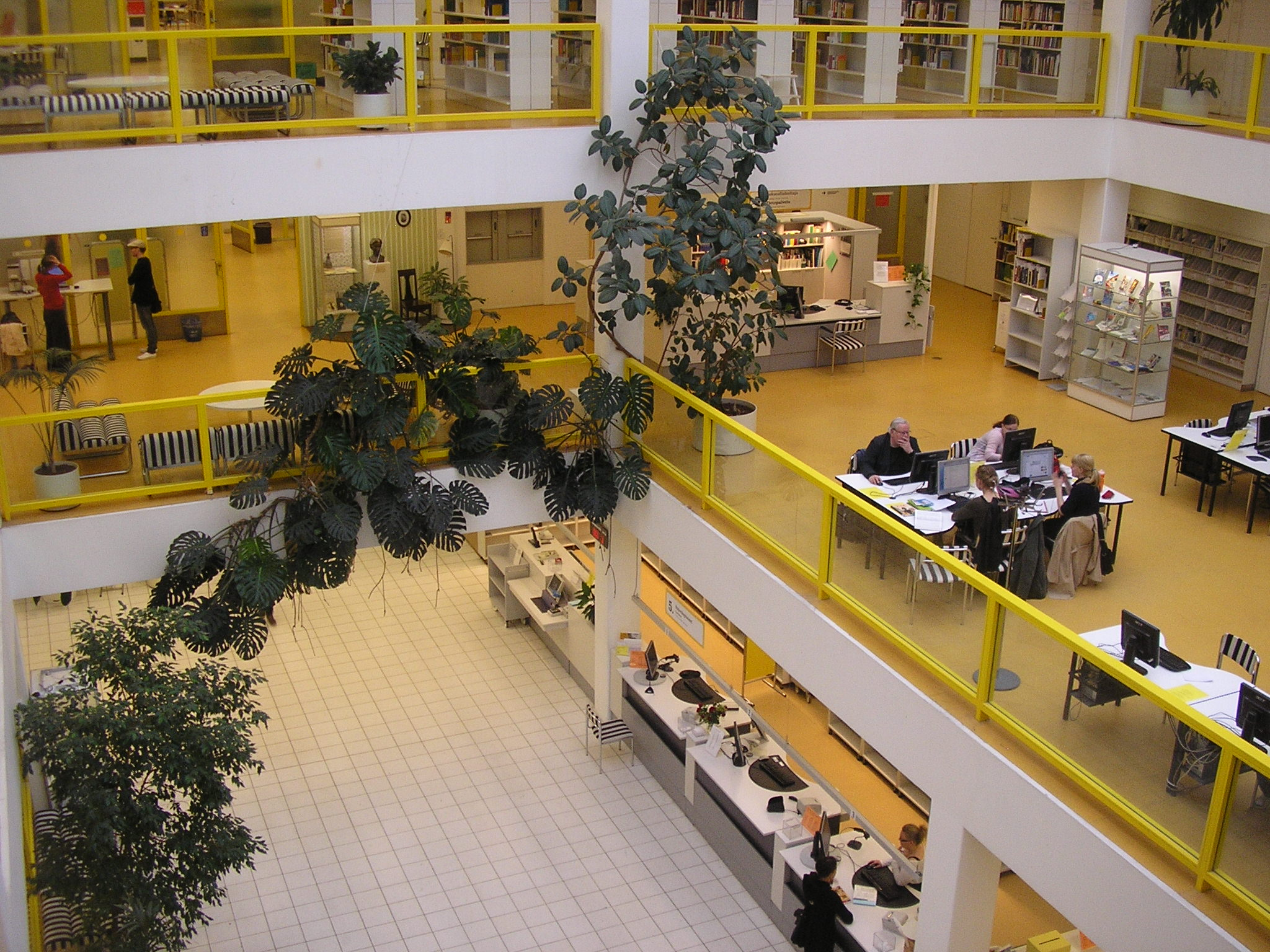
Biblioteka uniwersytecka
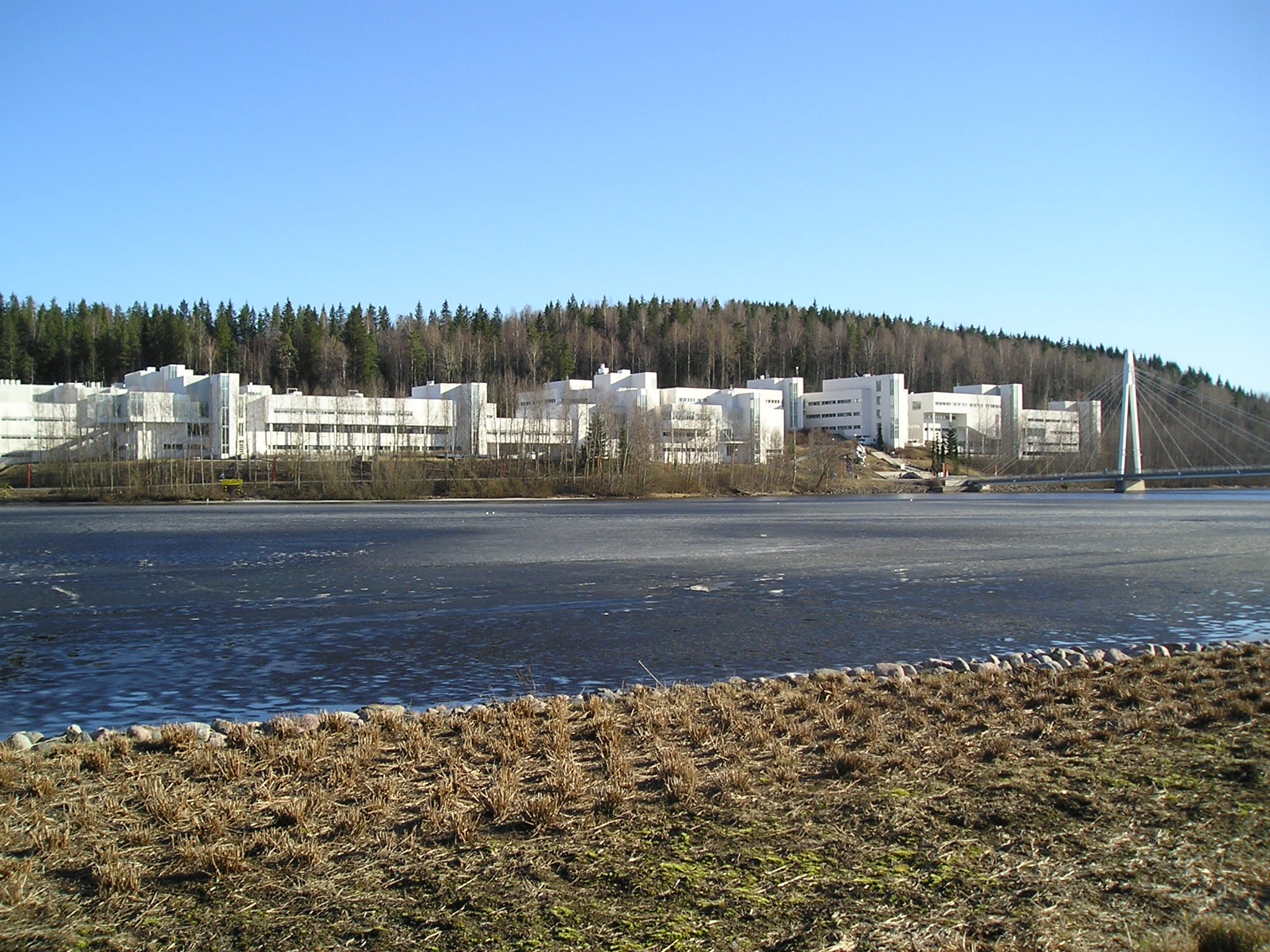
Kampus Ylistönrinne
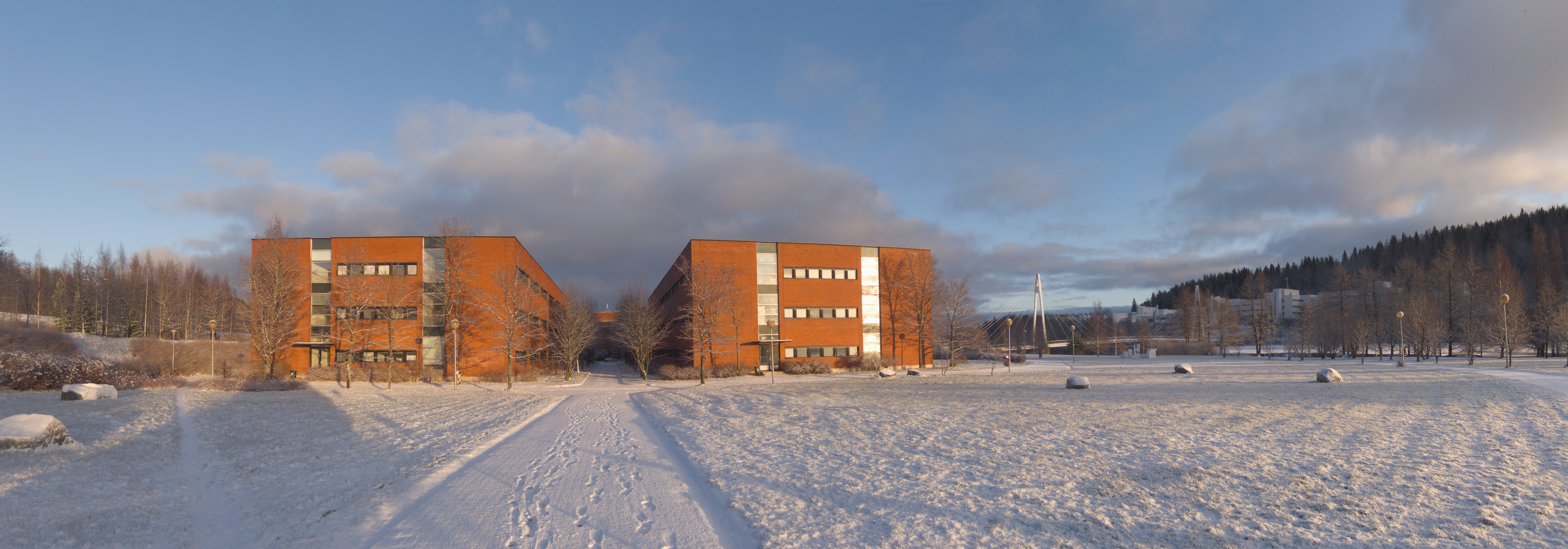
Kampus Mattilanniemi